# Gelis melanogaster
Gelis melanogaster là một loài tò vò trong họ Ichneumonidae.